# Alive
Alive是一隊香港演藝組合，由吳彥祖、尹子維、陳子聰、連凱四人組成。

## 过程
Alive在2005年8月成立，曾公開演唱，並自資六萬港幣灌錄大碟《阿當的抉擇》。2006年Alive曾傳出不和，並把互罵片段放上其網站。當時Alive正拍攝由吳彥祖執導、以紀錄片形式拍攝的電影《四大天王》，當《四大天王》上映，傳媒發現所謂不和，實際是由吳彥祖精心佈局，以達到宣傳及愚弄目的。包括该电影与社团都遭到了舆论的广泛质疑。

## 外部連結
- Alive官方網址（页面存档备份，存于）